# 진시스템
진시스템(GeneSystem Co. Ltd.)은 대한민국의 신속 현장 분자진단 플랫폼 기업이다. 본사는 대전광역시 유성구 테크노2로 200-9에 위치해 있다. 대표이사는 대표이사는 서유진이다.

## 인도진출
2023년 추진하던 인도 중앙정부의 결핵 키트 입찰이 취소되었다.

## 상장
2021년 5월 26일에 주관사를 삼성증권으로 기술성장기업 특례로 공모가 20,000원에 코스닥 시장에 상장하였다.

## 참고문헌
1. ↑  남정민, 진시스템, 인도에 분자진단 장비 220대 추가공급, 한국경제, 2024.07.04
2. ↑  진시스템, 자회사 케어벳 고양이 위장염 4종 진단 키트 추가 허가 취득, 팜뉴스, 2023년 12월 12일
3. ↑  진시스템, 자회사 '케어벳' 고양이 위장염 4종 진단키트 품목 허가 취득..."진단 포트폴리오 강화", 팍스TV, 2023년 12월 12일
4. ↑  진시스템, 6거래일 만에 주가 40% 급락...이유는, 뉴스핌, 2023년 10월 22일